# Marios Schinis
Marios Schinis, gr. Μάριος Σχοινής (ur. 6 maja 1954) – cypryjski szachista i sędzia szachowy.

## Kariera szachowa
W latach 80. i 90. XX wieku należał do ścisłej czołówki cypryjskich szachistów. Trzykrotnie (1986, 1990, 1992) zdobył złote medale indywidualnych mistrzostw kraju. Pomiędzy 1982 a 1998 r. ośmiokrotnie reprezentował narodowe barwy na szachowych olimpiadach (w tym raz na I szachownicy), największy sukces odnosząc w 1984 r. w Salonikach, gdzie zdobył złoty medal za indywidualny wynik na VI szachownicy. Jest jednym z dwóch cypryjskich szachistów (obok Costasa Perdikisa), którzy zdobyli medale szachowych olimpiadach, ale jednym w historii medalistą złotym. Po raz 9. w karierze w składzie olimpijskiej reprezentacji znalazł się w 2004 r., ale w turnieju nie rozegrał żadnej partii. W 1989 r. był również uczestnikiem drużynowych mistrzostw Europy, rozegranych w Hajfie.
Najwyższy ranking w karierze osiągnął 1 stycznia 1989 r., z wynikiem 2230 punktów zajmował wówczas 2. miejsce (za Alkisem Martidisem) wśród cypryjskich szachistów. Od 1999 r. nie uczestniczy w turniejach klasyfikowanych przez Międzynarodową Federację Szachową.